# Mexikanische Streitkräfte
Die mexikanischen Streitkräfte (spanisch Fuerzas Armadas de México)  sind die militärischen Verbände der Vereinigten Mexikanischen Staaten.

## Organisation
Die mexikanischen Streitkräfte sind untergliedert in die
- Armee ( – Ejército Mexicano), die zusammen mit der Luftwaffe ( – Fuerza Aérea Mexicana) dem Secretaría de la Defensa Nacional untersteht, und die
- Marine ( –  Armada de México), die dem Secretaría de Marina unterstellt ist.

Beiden Sekretariaten steht jeweils ein General (Admiral) im Ministerrang vor. Oberster Befehlshaber der Streitkräfte ist der mexikanische Staatspräsident.
Daneben bestehen weitere militärische Einheiten wie z. B. die Präsidentengarde und verschiedene Antiterror-Einheiten, die eigene Befehlstränge besitzen.
In Mexiko besteht Wehrpflicht (Servicio Militar Nacional). Alle männlichen Einwohner über 18 werden zum Militärdienst verpflichtet, der zwölf Monate dauert. Mit 16 kann der Dienst freiwillig angetreten werden, auch Frauen können freiwillig dienen. Die Armee besteht aus 270.000 Soldaten, von denen 200.000 zum Heer, 60.000 zur Marine und 8.000 zur Luftwaffe gehören. Hinzu kommen 82.000 Reservisten und 60.000 Angehörige paramilitärischer Einheiten. Die Militärausgaben Mexikos lagen 2019 bei 0,5 % des Bruttoinlandprodukts.

## Geschichte
Am 15. September 1810 begann der Kampf um die mexikanische Unabhängigkeit. Die führenden Persönlichkeiten in Mexikos Unabhängigkeitskampf waren der Pater José María Morelos, Vicente Guerrero, der spanische General Agustín de Iturbide und General Antonio López de Santa Anna. Der Kampf währte elf Jahre, bis die Truppen der Befreiungsarmee 1821 in Mexiko-Stadt einzogen. Die Truppen der Befreiungsarmee bildeten den Grundstock des mexikanischen Militärs.
Die Geschichte Mexikos war wechselhaft und von militärischen Auseinandersetzungen geprägt. Dem Ersten Kaiserreich folgte die Erste Republik (1824–1864). Der Mexikanisch-Amerikanische Krieg von 1846 bis 1848 wurde durch eine Landung bei Veracruz (März 1847) und die Besetzung von Mexiko-Stadt durch US-Truppen (September 1847) entschieden. Mit dem Vertrag von Guadalupe Hidalgo (2. Februar 1848) verlor Mexiko mehr als die Hälfte des mexikanischen Staatsgebiets an die USA. Die Präsidentschaft von Benito Juárez, die von 1861 bis 1872 währte, wurde durch das Zweite Kaiserreich unter Kaiser Maximilian I. von 1864 bis 1867 unterbrochen. Die Zweite Republik währte von 1867 bis 1910. 1910 war der Beginn der Mexikanischen Revolution (Revolución Mexicana). Die Bundesarmee wurde durch verschiedenste revolutionäre Gruppen, die unter anderem im Süden durch Emiliano Zapata, im Norden durch Pancho Villa und Pascual Orozco angeführt wurden, geschlagen. Der Diktator Porfirio Díaz trat am 25. Mai 1911 „im Namen des Friedens der Nation“ zurück und ging ins Exil nach Frankreich, wo er 1915 starb. Venustiano Carranza, ein ehemaliger Revolutionsgeneral, setzte am 5. Februar 1917 eine neue Verfassung in Kraft, die noch heute in Mexiko Gültigkeit hat.
Das mexikanische Militär untersteht dem Secretaría de la Defensa Nacional (SEDENA), das schon 1884 als Kriegs- und Marinesekretariat (Secretaría de Guerra y Marina) gegründet wurde. 1937 wurde es in Secretaría de la Defensa umbenannt. Für die mexikanische Kriegsmarine, die Armada de México, ist in Mexiko seither das Secretaría de Marina (SEMAR) zuständig. Die Streitkräfte stehen in der Tradition des Mexikanischen Unabhängigkeitskrieges. Sie haben den Ruf, sich politisch neutral zu verhalten und weniger für Korruption anfällig zu sein als andere staatliche Institutionen und Behörden. Im Gegensatz zur Situation in vielen anderen lateinamerikanischen Staaten mischte sich das mexikanische Militär nicht in ökonomische und politische Transformationen ein. Es agierte nie unabhängig, sondern engagierte sich nur auf Anordnung des Staatspräsidenten oder der Gouverneure.
Bis in die jüngere Geschichte hinein war das Militär nach den militärischen Auseinandersetzungen im 19. Jahrhundert vor allem infolge von Naturkatastrophen sichtbar. Es kam aber auch zu weiteren Einsätzen im Innern wie bei der Niederschlagung des Eisenbahnerstreiks 1959, der Niederschlagung der Studentenproteste 1968 und der Bekämpfung der Guerilla in den 1970er Jahren. In den 1980er Jahren und spätestens in den 1990er Jahren kam es auch auf Druck der Vereinigten Staaten und dem steigenden Ausmaß der Drogenkriminalität zu Einsätzen gegen die Kartelle. Dabei stellte sich heraus, dass das Militär den Drogenhandel nicht eindämmen konnte, sondern vermehrt für Korruption durch die Narcos anfällig wurde. Unter Präsident Calderón wird das Militär seit Anfang 2007 im den Drogenkartellen erklärten Krieg zur Bekämpfung der Drogenmafia verstärkt eingesetzt.

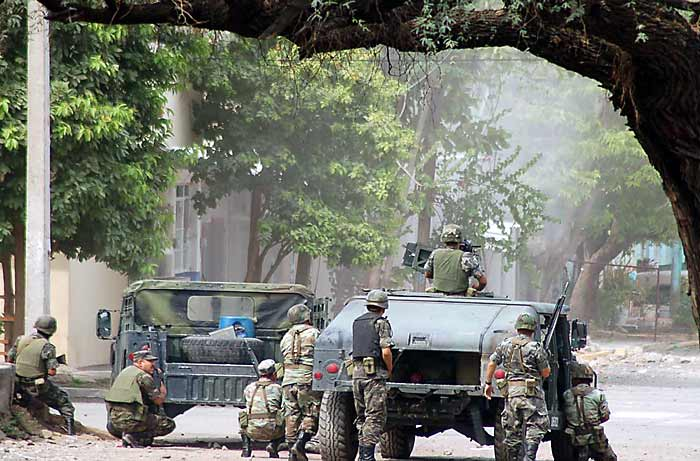
Mexikanisches Militär im Kampf im Bundesstaat Michoacán (2007)

Im Drogenkrieg werden Polizei- und Militäreinheiten gegen die im Drogenhandel tätigen kriminellen Organisationen (sogenannte mexikanische Drogenkartelle) eingesetzt. Seit 2006 hat der Drogenkrieg über 70.000 Opfer gefordert. Das Heidelberger Institut für Internationale Konfliktforschung bewertete 2010 den Konflikt neu als innerstaatlichen Krieg. Die neue Einsatzsituation führte zu Veränderungen des mexikanischen Militärs. Es verliert immer weiter den Rückbezug auf die mexikanische Revolution, nimmt immer mehr polizeiliche Aufgaben wahr, verstrickt sich zunehmend in Menschenrechtsverletzungen und ordnet sich immer weiter Sicherheitsinteressen der USA unter. Zum Teil durchlaufen mexikanische Soldaten auch die US-amerikanische Ausbildung.

## Ausrüstung

### Heer

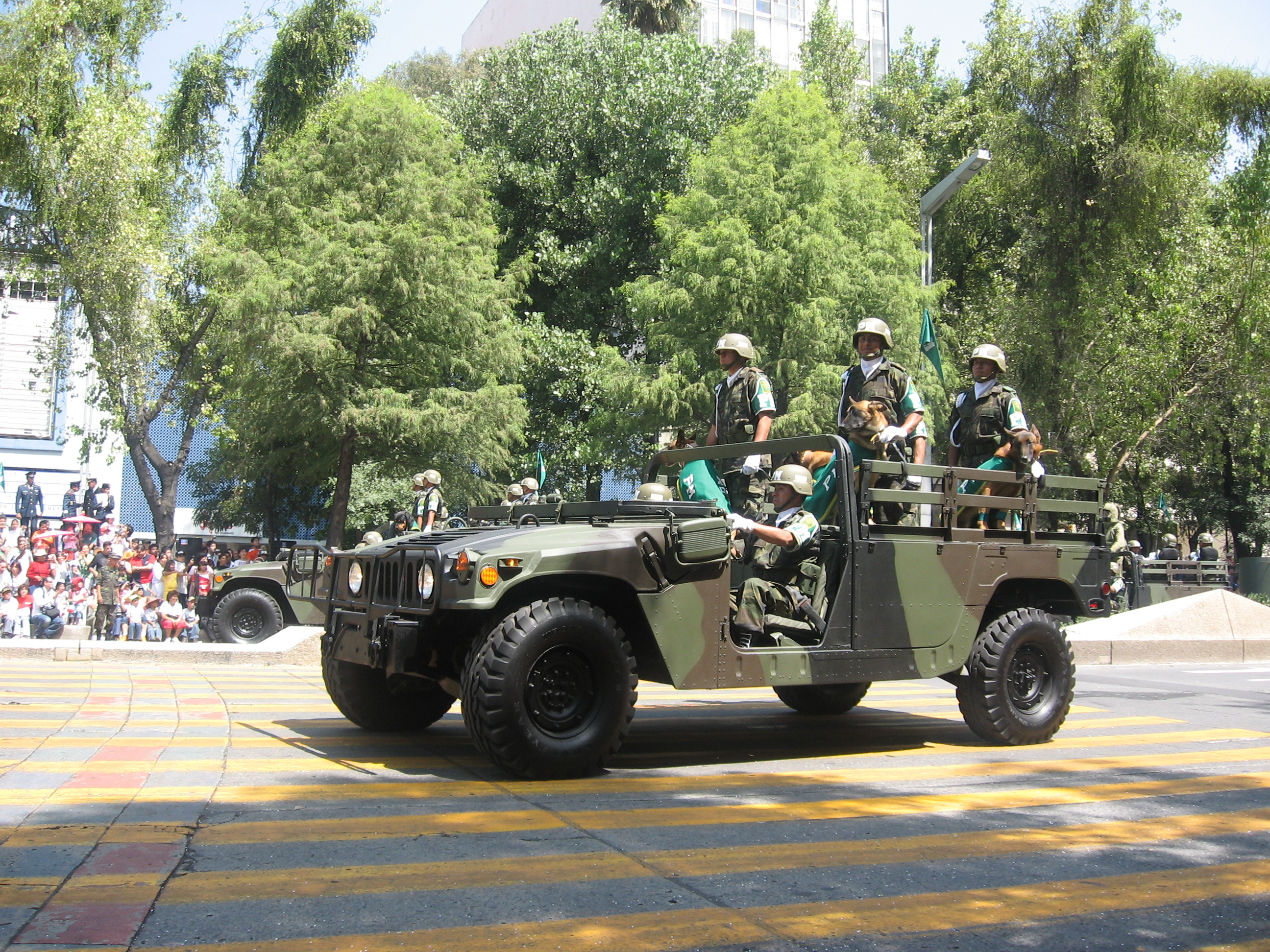
Humvee der Ejército Mexicano

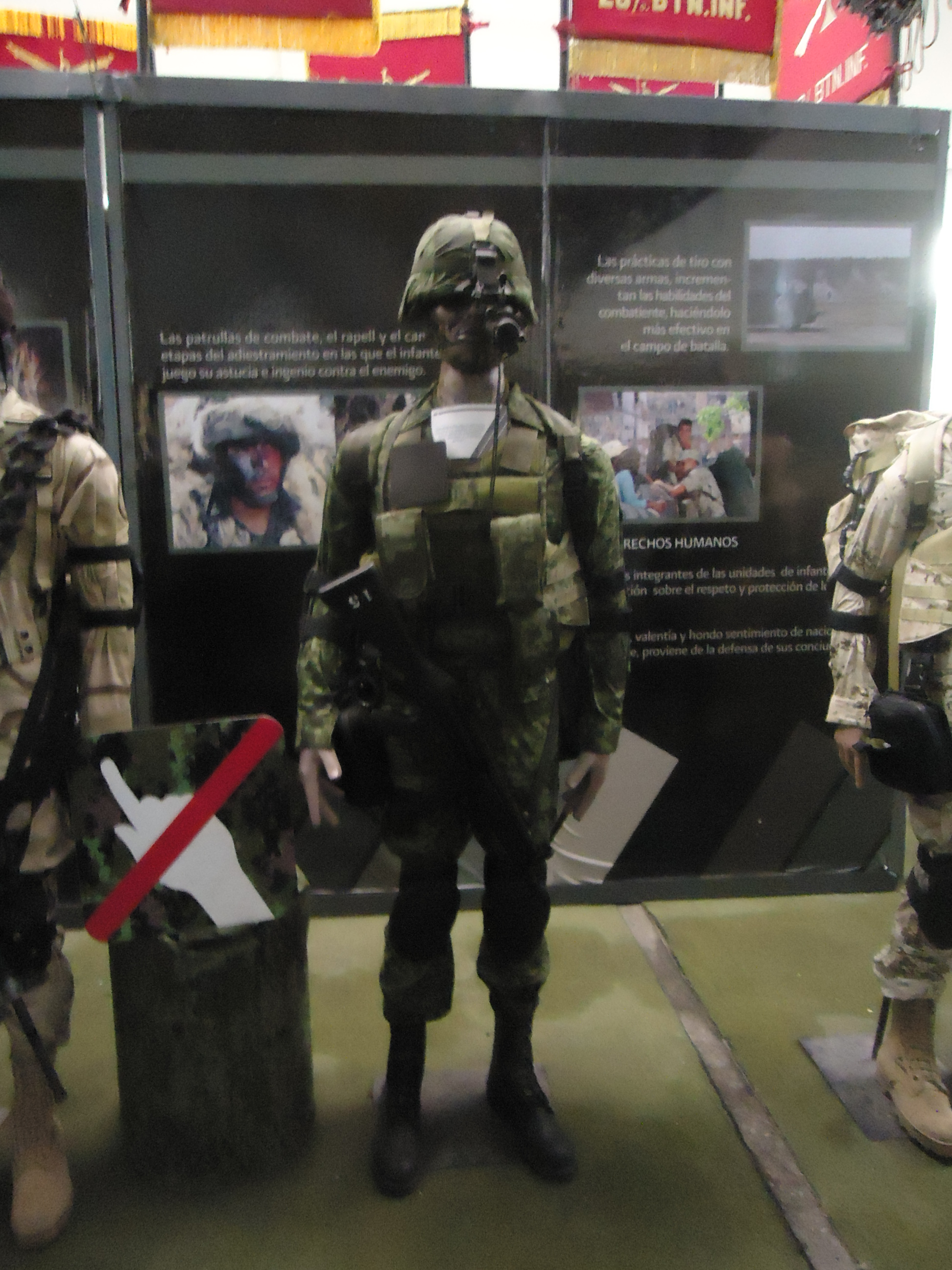
Neue Kampfanzüge der Armee

Das Inventar des mexikanischen Heeres weist eine Vielzahl unterschiedlicher Waffenarten und Ausrüstungsgegenstände auf, die allerdings in Teilen veraltet sind.
Es verfügt u. a. über
- 237 Aufklärer, davon 4 für Trainingszwecke
- 706 gepanzerte Mannschaftstransporter, so z. B. der Sedena-Henschel HWK-11 und 409 modifizierte AMX-13 Panzer (AMX-VCI), und zahlreiche leichte Transportpanzer, vorwiegend aus französischer Produktion wie das Véhicule Blindé Léger.
- 1390 Artilleriegeschütze
- Mehr als 1225 Panzerabwehreinheiten
- 80 Luftabwehreinheiten

### Luftwaffe

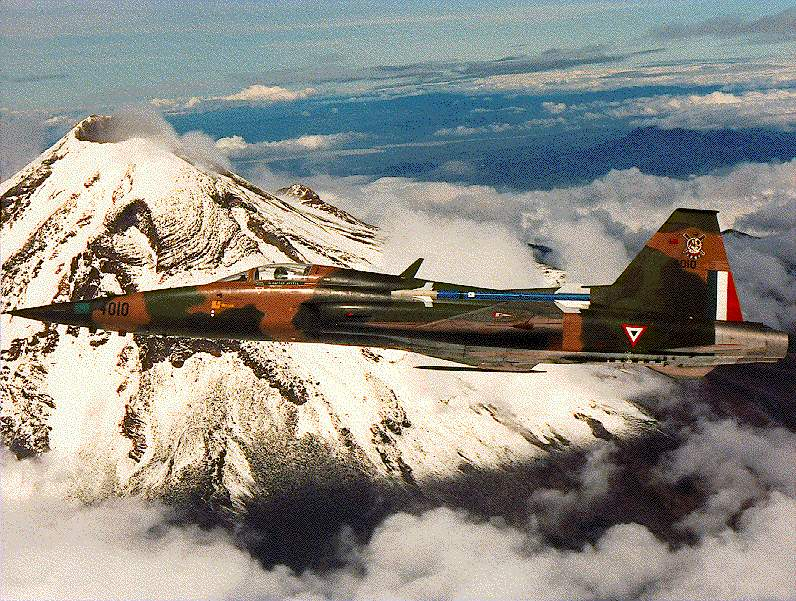
F-5 über dem Vulkan Popocatepetl

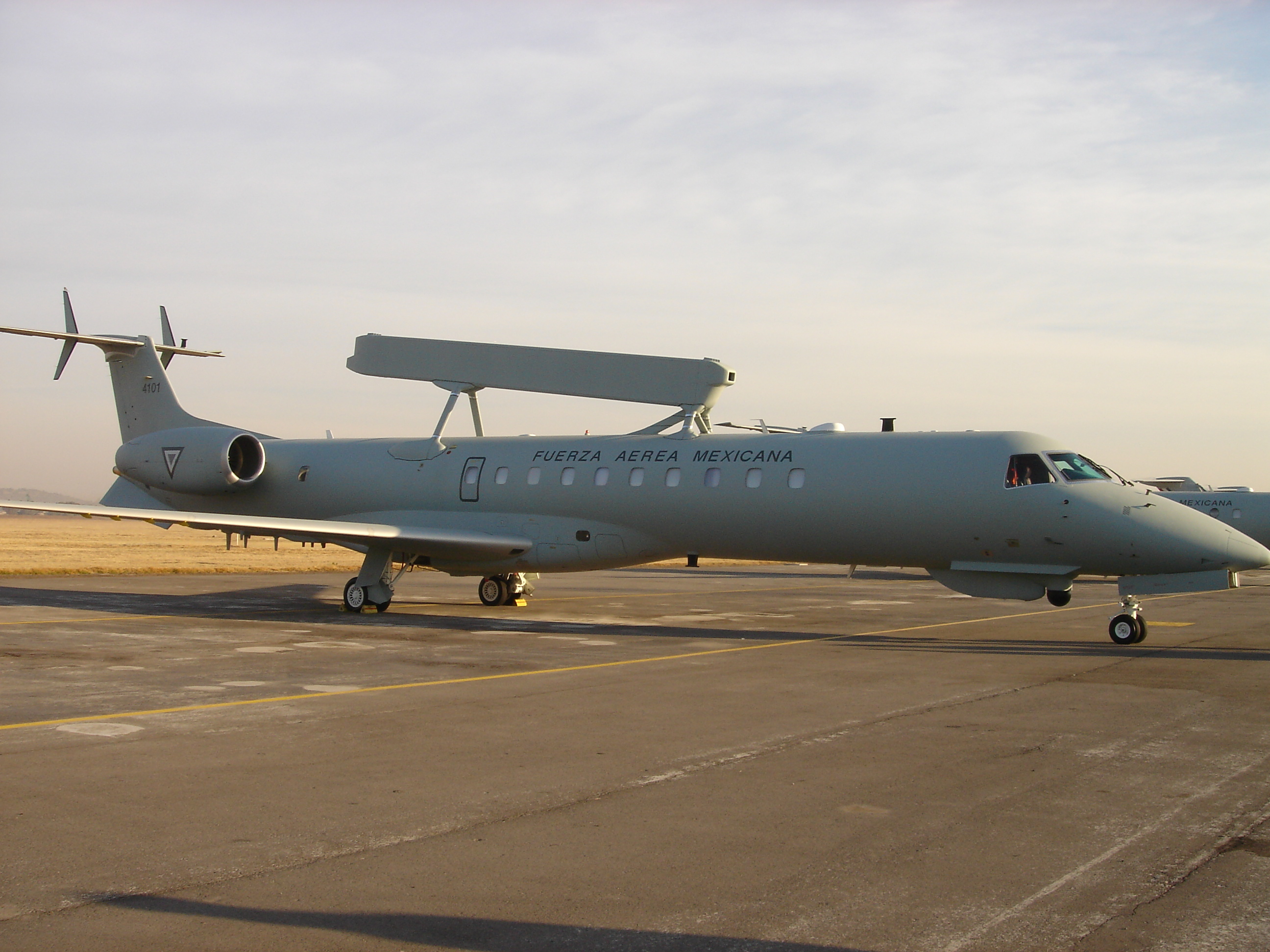
EMB-145 (Frühwarnversion), Santa Lucía

Sie ist mit 11.770 Angehörigen im Verhältnis zur Einwohnerzahl des Landes eine der kleineren Luftwaffen Lateinamerikas; ihre Ausrüstung – insbesondere ihre Kampfjets – sind veraltet.
- Kampfflugzeuge
  - 8 Northrop F-5E „Tiger II“, Jäger/Jagdbomber
  - 60 Pilatus PC-7, Fortgeschrittenentrainer und leichtes Erdkampfflugzeug
- Aufklärungsflugzeuge
  - 1 Embraer R-99A (EMB-145SA AEW&C), Frühwarnflugzeug
  - 2 Embraer P-99 (EMB-145MP), Seeaufklärungsflugzeuge
  - 4 Fairchild Metro III, Aufklärungsflugzeug
- Transportflugzeuge
  - 1 Boeing 787-8, VIP-Transport (Regierungsflugzeug)[11]
  - 6 Boeing 727, Transportflugzeuge
  - 10 IAI Arava 101/102/201
  - 7 Lockheed C-130E/K/L-100 Hercules, taktische Transportflugzeuge
  - 5 Airbus Military C-295, leichte Transportflugzeuge
  - 4 Alenia C-27J Spartan, leichte Transportflugzeuge
  - 1 Douglas DC-9, Transportflugzeug
  - 5 Beechcraft King Air 90, Verbindungsflugzeuge
  - 4 Pilatus PC-6, Kurzstart-Mehrzweckflugzeuge
  - 4 Aero Turbo Commander, Verbindungsflugzeuge
- Kampf- und Transporthubschrauber
  - 2 Aérospatiale AS532 Cougar, mittelschwere Transporthubschrauber
  - 12 Eurocopter EC725 Cougar, Mehrzweckhubschrauber
  - 55 Bell 206, Verbindungshubschrauber
  - 28 Bell 212/412, Transporthubschrauber (1 weiterer bestellt)
  - 4 Sikorsky CH-53 Sea Stallion, mittelschwere Transporthubschrauber
  - 22 MD 530, leichter Kampf- und Aufklärungshubschrauber
  - 30 Mil Mi-8/17, Transporthubschrauber
  - 1 Mil Mi-26, schwerer Transport- und Mehrzweckhubschrauber
  - 6 Sikorsky S-70A, Transporthubschrauber
  - 7 Aérospatiale SA330 Puma, Transporthubschrauber
- Trainingsflugzeuge und -hubschrauber
  - 2 F-5F, Kampftrainer
  - 46 Aermacchi SF-260, Basistrainer
  - 28 Pilatus PC-7, Fortgeschrittenentrainer (sollen durch T-6C+ abgelöst werden)
  - 2 Pilatus PC-9, Fortgeschrittenentrainer
  - 12 Beechcraft T-6C+, Fortgeschrittenentrainer

### Marine
Die Marine verfügt über

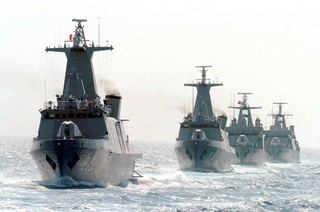
Korvetten der Durango-Klasse der mexikanischen Marine

- 2 Schulschiffe: 1 Zerstörer, 1 Segelschulschiff (Cuauhtémoc),
- 7 Fregatten,
- 127 Patrouillenboote (darunter zahlreiche Korvetten) und
- 2 Amphibienfahrzeuge.

#### Marineinfanterie
Die Marineinfanterie (Fuerza de Infantería de Marina) verfügt über
- 29 gepanzerte Mannschaftstransporter und
- 122 Artilleriegeschütze.

#### Marineflieger
Die Marineflieger (Fuerza AeroNaval) verfügen über
- 7 Flugzeuge zur Luftraumüberwachung,
- 6 Flugzeuge zur Küstenpatrouille,
- 23 Transportflugzeuge,
- 15 Ausbildungsflugzeuge,
- 4 Rettungshubschrauber und
- 52 Transport- und Mehrzweckhubschrauber.[10]

#### Küstenwache
Die Küstenwache (Búsqueda y Rescate Marítimo) verfügt über diverse Rettungsboote.

### Sonstige Paramilitärische Einheiten
- Bundespolizei (Policía Federal): 13 Transportflugzeuge, 24 Transporthubschrauber, 3 Mehrzweckhubschrauber, 2 Drohnen, 35 Hubschrauber zur Drogenbekämpfung
- Cuerpo de Defensa Rural (wird im Bedarfsfall aktiviert)